# Like a Virgin
A Like a Virgin az amerikai énekes-dalszerző Madonna második stúdióalbuma, melyet a Sire Records kiadó jelentetett meg 1984. november 12-én. Madonna debütáló albumának sikere után az album producere szeretett volna lenni, azonban a kiadó nem engedélyezte számára. Madonna hat dalt írt a lemezre, melyek közül öt dalnál mint társszerző szerepel Steve Bray mellett. A lemez producerének Nile Rodgerst választották a David Bowie-val végzet közös munkának köszönhetően. Az album felvételeit gyors ütemben vették fel a New York-i Power Station Stúdióban. Bernard segítségül hívta korábbi együttesének a Chic-nek tagjait, így vett részt a felvételekben Bernard Edwards basszusgitáros, és Tony Thompson, aki dobon játszott. Jason Corsaro hangmérnök arra kérte Rodgers-t, hogy digitálisan rögzítse az albumot. Ekkor ez egy új technika volt, melyet akkoriban vezettek be.
Az album fényképeit Steven Meisel készítette. Madonna azt szerette volna, ha az album címe és a borító összhangban vannak, és ezzel provokáló képet mutat, melyhez hozzájárul saját vallási neve, a Madonna, valamint Jézus anyja Mária, a római katolikus egyház és a születés kereszténységének fogalma. Habár nem volt lényeges eltérés zeneileg a két album között, Madonna mégis úgy érezte, hogy a "Like a Virgin" erősebb dalokból áll. A megjelenés után az album vegyes kritikákat kapott a zenekritikusoktól, azonban kereskedelmi siker lett. A Billboard 200-as listán 1. helyezett lett az album, és a történelemben először fordult elő, hogy női előadó 5.000.000 eladott példányszámot produkáljon albumának eladásából az Egyesült Államokban. Később az Amerikai Hanglemezgyártók Szövetsége a 10.000.000 eladott példányszám végett gyémánt tanúsítvánnyal jutalmazta az albumot. Az album szintén első helyezett volt Németországban, Hollandiában, Új-Zélandon, Spanyolországban, és az Egyesült Királyságban. Az album továbbra is minden idők legkelendőbb albuma, és világszerte több mint 21.000.000 példányszámú eladással büszkélkedhet.
Az albumról öt kislemez jelent meg, köztük az amerikában első helyezést elért Like a Virgin, és az első brit helyezést elért Into the Groove című dalok. Az album népszerűsítésére Madonna turnéra indult. A The Virgin Tour csak Észak-Amerikai városokban került megrendezésre. A "Like a Virgin" az 1980-as évek kulturális "tárgyaként" elérte jelentőségét, mellyel Madonna bebizonyította, hogy ő nem egy egyslágeres csoda, és ezáltal folyamatos alapot tudott biztosítani a zenei világban. Dalai megosztóak voltak mint a konzervatívak által, akik folyamatosan kritizálták, valamint a fiatalabb nők körében is, akik megpróbálták őt utánozni, különösen a Material Girl és a Like a Virgin című dalokra. J. Randy Taraborelli szerző szerint minden fontos művésznek van legalább egy olyan albuma karrierje során, mely kritikus, ugyanakkor kereskedelmileg sikeres, mely a művész számára varázslatos pillanat. Madonna számára a "Like a Virgin" album csak egy meghatározó pillanat volt.

## Előzmények

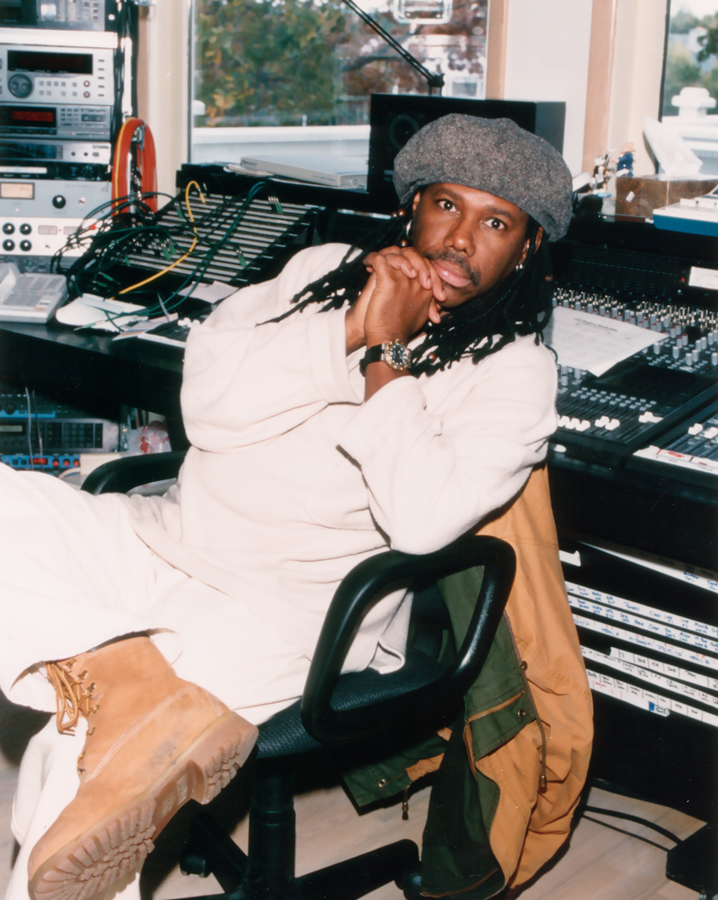
Nile Rodgers-et választották az album producerének, a David Bowieval végzett közös munkának köszönhetően.

Az egykori táncosként dolgozó New York-i Madonna Ciccone a világ számára egyszerűen csak Madonna néven vált ismertté, amikor 1983-ban megjelentette Madonna című debütáló albumát. Az albumon olyan slágerek találhatóak, mint a Holiday, a Borderline, vagy a Lucky Star. Az album az év egyik legkelendőbb albuma volt, és ezáltal segített Madonnának az 1980-as évek egyik legmeghatározóbb új előadójává válni. Amikor elkezdett dolgozni második albumán, Madonna úgy érezte, hogy első albumán sikerült bemutatni az "utcai intelligens tánckirálynő" személyiségét, és ezt a koncepciót meg is akarta tartani.  Szerinte munkája kifizetődő lett, ezért itt volt az ideje, hogy szilárddá tegye magát a jövőben.
A "Like a Virgin" albumon Madonna szeretett volna a lemez producere lenni, érezvén, hogy zenéjének különféle aspektusainak ellenőrzése szükséges. Madonna azt mondta: "Megtanultam a leckét a debütáló albumon felvételei közben, és azt, ahogyan – Reggie Lukas a debütáló lemezem producere is vízben hagyott a projekt közben, ezáltal nem bízhatsz a férfiakban." Utalva arra, amikor Reggie Lucas Madonna producere a véleménykülönbségek miatt félúton otthagyta a felvételeket.  A Warner Bros. azonban második albumán nem adta meg neki a lehetőséget arra, hogy a lemez producere legyen. Ezt J. Randy Taraborrelli a Madonna életrajzi könyvében így kommentálta.

A Warner Bros. egy "idős ember hierarciája" mely soviniszta környezetben dolgozik, mert úgy kezelnek mint egy szexi kislányt. Bizonyítanom kellett a rajongóknak, és a lemezkiadónak, hogy érdemes vagyok arra, hogy felvételeket készítsek. Ez történik akkor ha lány vagy. Prince-vel, vagy Michael Jacksonnal ez nem történik meg. Mindezekért nekem kellett harcolnom, és meggyőzni az embereket. Utána ismét problémába ütköztem, amikor megpróbáltam meggyőzni a lemezkiadót, hogy több vagyok, mint egy sima énekesnő. Meg kellett nyernem ezt a harcot.

Végül Nile Rodgers-t választotta Madonna az album producerének, a Warner jóváhagyásával. Madonna leginkább az 1970-es évek Chic nevű együttesének tagjaként végzett munkája miatt választotta Rodgerst, valamint a legutóbbi David Bowie 1983-as "Let's Dance" című albumának munkálatai alapján. Madonna megjegyezte: "Amikor készítettem a lemezt, annyira izgatott voltam, és örültem, hogy együtt dolgozhatom Nile Rodgers-szel. Nem hittem el, hogy a lemezkiadó pénzt adott arra, hogy vele dolgozhassak".
Rodgers emlékezett arra, amikor először látta Madonnát fellépni a New York-i klubban 1983-ban. A Time magazin interjújában Rodgers elmondta: "Elmentem a klubba, hogy megnézzek egy másik énekesnőt éneklés közben, azonban amikor odaértem Madonna volt a színpadon. Megkedveltem a színpadi mozgását, majd rögtön találkoztunk. Folyamatosan arra gondoltam, hogy a fenébe, ő egy csillag, de abban az időben még nem volt az. Mindig is szerettem volna vele dolgozni, és a "Like a Virgin" egy tökéletes lehetőségnek tűnt.

## Felvételek
Az album felvételei gyors ütemben zajlottak a New York-i Power Station Stúdióban. Rodgers felhívta korábbi együttesének a Chic-nek a basszusgitárosát Bernard Edwards-ot, és Tony Thompsont, aki dobolt, hogy közreműködjenek néhány dalban az albumon. Rodgers úgy döntött, hogy gitárosként is részt vesz az album felvételein Edwards kérésére, segítségükért cserébe. A felvételek csak délután kezdődtek, mivel Rodgers általában késő esti partikon vett részt, és nem volt hozzászokva a kora reggeli felkeléshez. Az ütemterv Madonna számára is nehéz volt, aki az Upper West Side úszóklubba járt, ahol úszott, majd onnan sétált be a stúdióba. Rodgers emlékezett arra, hogy Madonna igazi kemény munkás volt, és hihetetlenül kitartó. Megjegyezte: "Mindig lenyűgözött Madonna hirtelen megítélése a lemez elkészítésekor. Soha nem láttam olyat, aki jobban csinálná, ez az igazság. Amikor elkészítettük az albumot, az volt a tökéletes összhang, melyet már a stúdióba érkezés első napjától tudtam. A dolog köztünk egyben volt emberi, szexuális, szenvedélyes, és kreatív...pop volt".
Jason Corsaro a lemez hangmérnöke meggyőzte Rodgerst, hogy használjon digitális rögzítést. Ez az új technika abban az időben jött be, és Corsaro szerint a felvételek jövője lesz. Ennek érdekében Corsario egy Sony 3324 típusú 24 sávos digitális keverőt használt, és egy Sony F1 kétsávost a keverések közben. Madonna rögzítette a dalokat egy kicsi, fából készült zongoraszobában, a C Stúdió hátuljában, mely R&B szoba néven is ismert volt. Corsaro egy szivaccsal körülvett sztereó AKG C24 elektroncsöves mikrofont használt, valamint Schoeps mikrofon előerősítőt, és egy Pultec hangszínszabályzót. Miután a dalokat jóváhagyták, Robert Sabino hozzáadta a dalokhoz a billentyűs részeket, melyet többnyire Sequential Circuits Prophet-5, valamint néhány Rhodes zongorával hoztak létre, míg Rodgers szintén Synclavier-en játszott. Madonna mindig jelen volt a felvételeknél, és a keveréseknél, bár nem kellett volna kötelezően ott tartózkodnia. Nile is folyton jelen volt, soha nem hagyta el a stúdiót.

## Borító és cím

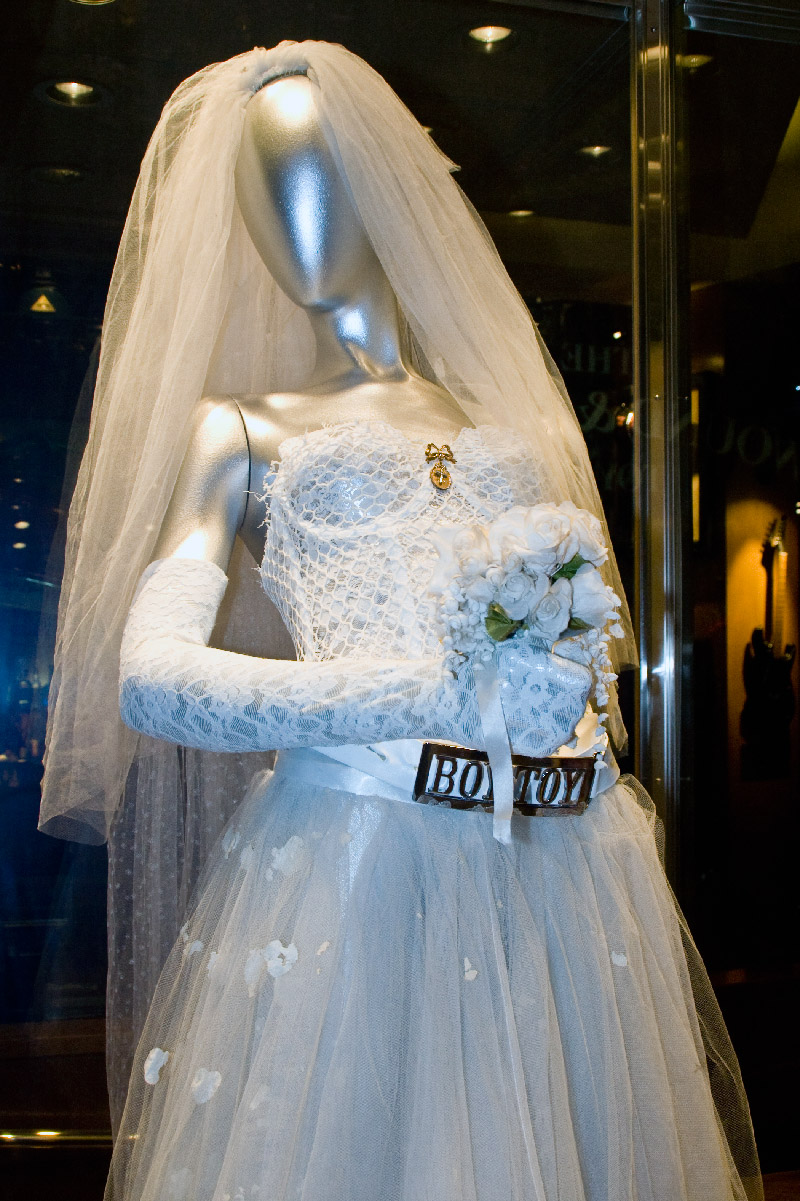
Esküvői ruha, melyet Madonna az album borítójának fotózásán viselt

A borítót és az album képeit Steven Meisel készítette, aki rendszeresen együttműködött Madonnával. Madonna azt akarta, hogy az album címe provokáló legyen, és kapcsolatot teremtsen saját vallási neve és Jézus anyja, Mária római katolikus egyházi szerepe, és a szűzies kereszténység fogalma között. A címre utalva Madonna azt akarta, hogy az album borítója vegyes üzeneteket tartalmazzon. Graham Thompson író azt írta, hogy "Madonna egy szatén lapon feküdt, ölében csokorra, és esküvői ruhában. Egy közelebbi vizsgálat során kiderül, hogy ez Madonna imádni való és szexualizált képe, mely a borítóról sugárzik. A nehéz smink az ajkai felé mutat, a felborzolt haja, és a szorosan illeszkedő mellszobor, valamint a teljes hosszúságú kesztyű képe nem az erény, hanem a vágy fokozása." Thomson szerint a kép mégjobban fokozódik az általa viselt övvel a "Toy Boy" felirattal. A kép nem egyértelmű ábrázolása azon a téren alapszik, hogy Madonna karrierjének ezen a pontján nem csak a vágy tárgyaként, hanem vágyakozó női alanyként mutatta meg magát.
Erlewine megjegyezte, hogy a "Steven Meisel-féle borító" ugyanolyan kulcsfontosságú volt, mint maga az album zenéje.  William McKeen a Rock and Roll is here to stay szerzője úgy gondolta, hogy a kép újabb kiváltó és tanúsító tény arra, hogy Madonna az utolsó korszak nőinek és fiatal lányainak utolsó esélye, és megtestesítője, meglehetősen hűvösen. Arianne Phillips jelmeztervező kommentálta a "Like a Virgin" megjelenését: "Ez volt a popkultúra, és divat egyik történelmi legmegdöbbentőbb felszabadító, és befolyásoló pillanata. A divat soha nem volt azonos ezzel. Madonna kijelentette: "Mindig is szerettem a macska-egér játékot a sztereotípiákkal" A "Like a Virgin" boírítója erre klasszikus példa. Az emberek azon gondolkodnak, hogy ki vagyok, akire hasonlítok? Szűz Mária vagy egy prostituált? Ez volt a két szélsőséges nőkép, melyet ismertem, és játszani akartam velük. Arra voltam kíváncsi, hogy össze tudom-e olvasztani őket. A Szűz Mária jelképet és a prostituáltét. A fénykép azt sugallja, hogy függetlenedhetsz. Te tudod hova akarsz tartozni. Ha szűz akarsz lenni, hát az leszel. De ha prostituált akarsz lenne, a te jogot eldönteni, hogy mi legyél".

## Összetétel
Taraborelli szerint Madonna és Rodgers együttes energiája segítette elő a "Like a Virgin" sikerességét. Madonna együttműködött egykori barátjával, Steve Bray-vel, akivel társszerzőként szerzett dalokat az albumra. Az album zenei összetételére vonatkozóan Bray megjegyezte: "Mindig is készítettem alapokat a zenékhez". A "Material Girl" című dallal kezdődik az album, melyet Peter Brown és Robert Rans írtak. Madonna elmondta, hogy a dal témája hasonló volt az ő életének akkori helyzetéhez. Elmondása szerint a dal provokatív volt, ezért vonzotta őt.  A "Material Girl"-ben new wave stílusú elemek állnak, és szintetizátoros robothang ismétli a refrént. A dalszövegek a materializmussal azonosulnak, amikor Madonna gazdag életet szeretne, nem pedig romantikát és kapcsolatokat. Az "Angel" a második dal az albumon, melyet Madonna és Steve Bray írtak. Ez volt a egyik első dal mely kész volt az albumra. A dalt Madonna állítása szerint egy lány ihlette, aki az angyal megmentett, és később beleszeret. A dal három akkordból áll, és emelkedő hangnemben szól, amely veresként és kórusként is szolgál. Hangos harmoniákkal rendelkezik, ahol a fő refént megismétlik. A vezető dal a "Like a Virgin" melyet Billy Steinberg és Tom Kelly írt. Steinberg elmondta, hogy a dalt személyes romantikus élményei inspirálták. A dalt Madonnának Mihael Ostin választotta a Warner Bros. által, miután meghallgatta a Kelly által énekelt demó változatot. Rodgers kezdetben úgy érezte, hogy a dal nem megfelelő Madonnának, ám később megváltoztatta a véleményét, miután a dallam megragadt a fejében. Végül felismerte a dal potenciáját: "Bocsánatot kértem Madonnától, és azt mondtam neki, hogy Tudod..ha ez annyira fülbemászó, hogy négy napig a fejembe marad, akkor lehet valami a dalból. Csináljuk meg.." A "Like a Virgin" egy tánc orientált dal, mely két dallamból áll. Madonna hangja magasan szól, miközben a dobok folyamatosan hallatszanak a basszusgitárral közösen. Rikky Rooksby szerint a dalszövegek nem egyértelműek, és rejtett üzeneteket továbbítanak. Szexuális értelemben a dalszövegeket különféle módon lehet értelmezni a különböző emberek számára.
Az "Over and Over" című dalban Madonna határozottan énekel, és félti magát a csalódásoktól. A dal dobok, szintetizátorok hangjaiból áll, és három akkordos előrehaladással rendelkezik. Érzelmi pillanat volt a stúdióban, amikor Madonna feldolgozta az 1978-as Rose Royce általi "Love Don't Live Here Anymore" című dalt. Rodgers visszaemlékezett erre: "Madonna még soha nem lépett fel élő zenekarral. Én nagyon nagy szeretettel voltam feléje, és azt mondtam neki: Madonna menj oda, énekelj, én követni foglak". Madonna kezdetben tétovázott, de az élő fellépések emlékezetes eredményeket hoztak számára. Énekelt, érzelmeivel küzdött, sírni kezdet, de hagytam a lemezen. A dalt és Madonna énekhangját akusztikus gitárok és húros hangszerek kísérték. Thompson pedig dobolt a második versszakban. A dal végén Madonna hangja olyan volt mint egy soul énekesé.

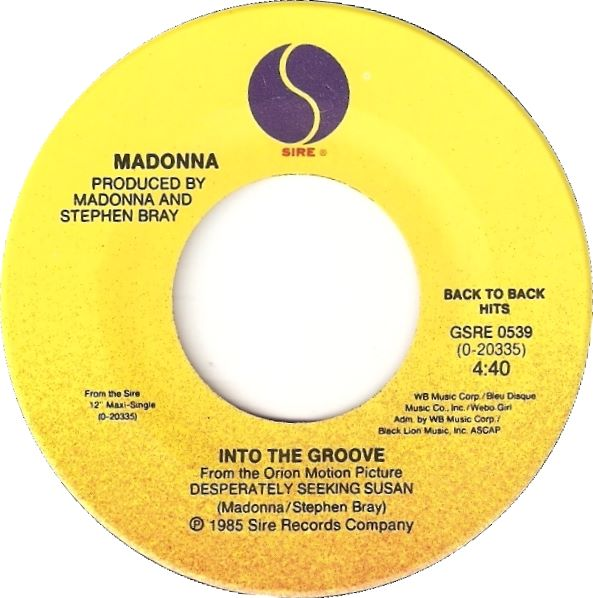
amerikai "Into the Groove" kiadás

Az "Into the Groove" a "Like a Virgin" 1985-ös újrakiadásának 6. dala. Soha nem jelent meg egyetlen Észak-Amerikai kiadáson sem. Madonna inspirációja a dal mögött az volt, hogy akkoriban táncosként dolgozott, miközben írta a dalt, az erkélyen egy jóképű Puerto Rico-i srácot nézett. A dalt Madonna eredetileg Mark Kamins barátjának írta, azonban később úgy döntött, hogy a dalt felhasználja az 1985-ös Desperately Seeking Susan című filmben. Az album többi dalával ellentétben az "Into the Groove" a Sigma Sound Stúdióban került felvételre, melyet Madonna és Steve Bray készített.
A "Dress You Up" volt az a utolsó dal, melyet az albumhoz adtak, mivel azt Andrea LaRusso és Peggy Stanziala dalszerzők későn juttatták el a stúdióba. Bár Rodgers elutasította, hogy az albumra kerüljön, mert nem volt idő a dalt megírni hozzá, és felvenni az albumra, azonban Madonna szorgalmazta a dal felvételét, hogy szerepeljen a stúdióalbumon, mivel tetszett neki a dalszöveg.  A dal egy dob alappal vezérelt táncdal, melyet gitárok, ének, és hangszerek kísérnek. A dalszövegek a divat és szex körül forognak, és ezek metaforája. Összehasonlítva az öltözködést a szenvedéllyel. A "Shoo-Bee-Doo" a Motown zenei stílus jegyeit hordozza magával. A lassú bevezetéstől kezdve a dal doo-woop műfaja hasonlít a 60-as évek eleji tánccsapatok dalaira, mint a Shirelles vagy a Crystals. A szaxofonon Lenny Pickett játszik. A dalszöveg a kapcsolatok problémáiról szól. A "Pretender" kórussal kezdődik, majd versebe megy át. A dalszöveg csábításról és bizonytalanságról szól, melyet egy olyan nő érez, aki szerint a dolgok túl gyorsan mennek vele és a férjével. A "Stay" az utolsó dal az albumról, mely olyan, mintha valaki a mikrofont csapkodná, és folyamatosan beszél, majd végül elhalkul.

## Promóció

### Kislemezek
| #  | Kislemez      | Megjelenés        |
| -- | ------------- | ----------------- |
| 1. | Like a Virgin | 1984. október 31. |
| 2. | Material Girl | 1985. január 23.  |
| 3. | Angel         | 1985. április 10. |
| 4. | Dress You Up  | 1985. július 24.  |

A Like a Virgin című dalt 1984 vége felé adták ki az album vezető kislemezeként. A dal pozitív visszajelzéseket kapott mind a kortárs, mind a hagyományos kritikusoktól, akik gyakran nevezték a dalt Madonna meghatározó dalának. Az amerikai Billboard Hot 100-as listán ez lett az első No. 1. dala, miközben Ausztráliában, Kanadában és Japánban is toplistás lett. Más országokban is Top 10-es helyezést ért el a dal. A kislemezt 1985. január 10-én az Amerikai Hanglemezgyártók Szövetsége arany minősítéssel jutalmazta az eladott 1.000.000 példányszám alapján. Ez volt az aranylemez követelménye 1989 előtt. A videoklip Madonnát ábrázolja Velencében, ahogyan gondolázik, és fehér esküvői ruhát visel, miközben a palota körül sétál.  A videóval a tudósok rámutattak Madonna szexuálisan független nő ábrázolására. Az oroszlánmaszkot viselő férfi megjelenésének szimbolizmusára, és összehasonlították a videó erotikáját a vitalitással.
A Material Girl volt a második kislemez, mely 1984 novemberében megjelent. A kritikusok gyakran emlegették a "Material Girl"-t és a "Like a Virgin"-t együtt, amellyel Madonna ikonná vált. A dal sikeres volt Ausztráliában, Belgiumban, Kanadában, Írországban, Japánban és az Egyesült Királyságban, ahol 5. helyezést ért el.  Az Egyesült Államokban a 2. helyen szerepelt a Billboard Hot 100-as listán. A dal videóját egy Marilyn Monroe dal, a "Diamonds Are a Girl's Best Friend" ihlette, mely az 1953-as Gentleman Prefer Blondes című film betétdala. A videóban lévő átfedések története hasonló. A videóban egy hollywoodi producer megpróbálja megnyerni egy színésznő szívét, melyet Madonna játszik. Amikor felfedi, hogy a dallal ellentétben a lány nem anyagias, és nincs lenyűgözve a pénztől, és drága ajándékoktól. A producer úgy tesz, mint aki pénztelen, és randevút kér a lánytól. Az Angel volt a 3. kislemez az albumról, mely vegyes kritikákat kapott. Az egyik csoport klasszikusnak nevezte, míg a másik alulértékelte a többi Madonna kislemezhez képest. A dal végül az 5. egymást követő Top 5-ös dala lett az énekesnőnek az amerikai Billboard Hot 100-on, a dance listán pedig első lett.
A Dress You Up a negyedik Top 5-ös kislemez lett az Egyesült Államokban. Ausztráliában, Kanadában, Írországban, Új-Zélandon és az Egyesült Királyságban is Top 10-es helyezés lett.

## Kritikák
| Értékelések                   |           |
| Értékelő                      | Értékelés |
| AllMusic                      | 4.5/5     |
| Blender                       | [ 46 ]    |
| Christgau Record Guide        | B         |
| Encyclopedia of Popular Music | [ 48 ]    |
| Entertainment Weekly          | A         |
| Q                             | 4/5       |
| The Rolling Stone Album Guide | [ 49 ]    |
| Slant Magazine                | 3.5/5     |
| Spin Alternative Record Guide | 9/10      |

A Q magazin szerint a "Like a Virgin" egy olyan album, mely Madonnát helyesen a sztratoszférába hajtotta, és jól tette. A dalok okosak, viccesek, ugyanakkor szexi, és ellenállhatatlan. Taraborelli azt mondta: "A Like a Virgin" olyan volt, mely tükrözi Madonnát, és az album sokoldalúbb, és művésziesebb előadóművészként mutatja be Madonnát. Az ének ezen az albumon reflektálóan élesebb, szemben korai munkáival. Michel Paoletta a Billboard-től azt írta az albumról, hogy a rajta lévő dalok tánc-rock orientáltak, és folyamatos lendületet biztosítanak. Stephen Thomas Erlewine az AllMusictól úgy gondolta, hogy az album összességében kevesebb, részben azért, mert a kislemezek annyira jók, valamint az előző album stílusa lenyűgöző volt. Debby Miller a Rolling Stone magazintól Madonna debütáló albumát részesítette előnyben, szerinte jobb mint a "Like a Virgin".
Jim Farber az Entertainment Weekly-től azt írta: "Amellett, hogy Madonna "kurvás" stílusát olyan zeneszámokkal emelték fel, mint a Like a Virgin, ragaszkodtak a 80-as évek stílusának dalaihoz, mint a Dress You Up amellyel a dinasztia korszakának túllépésére építettek. Alfred Solo a Stylus magazintól emlékezett arra, hogy amikor meghallgatta az album dalait milyen reakciókat váltott ki belőle: "Sok kritikus összehasonlította Madonna debütáló albumát a második "Like a Virgin" albummal, amikor Nile Rodgers bátorította a dalok rögzítését, a debütálás "nyers szenvedélye" mellett számolva. Azonban ez teljesen értelmetlen volt, mert Madonna összekeverte a közvetlenség és számítás fogalmait. Rodgers azonban ideálisan együttműködött a felvételek alatt. Stephen Holden a New York Times-től azt mondta, hogy: "Ezzel a rágós hanggal, amely egyszerre jó ötlet, hogy Madonna visszatér az utcai énekesek stílusához, és a rock and roll stílusú lánycsapatok hagyományához, mely megelőzte a The Beatles-t. De ezek a lánycsapatok a Shirelessből és Ronettes-ből, imádják a barátaik autóit, hasonló frizurákat vágatnak maguknak, és lázadnak, Madonna szempontjából ez inkább önérdekű. Ez a szerelmi ügyekben összehasonlítható vásárló, és a saját piaci értékek borzasztó érzése. A "fényes és új" érzés nem csak a szeretetteljes énekes hangjában van jelen, hanem az albumon is érezhető".
Mark Damsker a Los Angeles Timesből azt írta az albumról: "Madonna vibrációja néha annyira robusztusnak hangzik az albumon". Lou Papineau azt írta a The Providence Journal-nak: A "Like a Virgin" albumon Madonna bizonyítja, hogy sekélyes, de szeszélyes." Sal Cinquemani a Slant Magazintól pozitív értékelést adott az albumra, és hozzátette: "Bár nem olyan innovatív, mint a debütáló album, a "Like a Virgin" az egyik legmeghatározóbb pop-mű Reagan korszakában. Az olyan dalok, mint a "Shoo-Be-Doo" című ballada, vagy a Rose Royce feldolgozás, a "Love Don't Live Here Anymore", vagy az "Angel" és az ellenállhatatlan "Dress You Up" hozzájárult az énekesnő sikerességéhez, mellyel egymást követő Top 5-ös slágerlistás helyezést ért el. Összesen 16-ot. A "Stay" és az "Over and Over" című dalok az album gyöngyszemei. Ed Stevenson a People magazintól úgy érzi, hogy Madonnának van humorérzéke, bár ő olyan sok önrétegbe van burkolózva. Olyan ez, mint egy paródia, amit néha nehéz megmondani...Ezt támasztja alá Nile Rodgers veterán szaktudása, akinek a közreműködése segített Madonnának tolerálható "kis bolyhos" táncdalokat készíteni. Madonna figyelemfelkeltő áttörése dalszövegeivel és videoklipjeivel alapozta meg öntudatos helyét a pop világban.

## Sikerek
A "Like a Virgin" album felvételeit 1984 szeptemberében fejezték be, de az album kiadását Madonna frusztráltsága miatt – későbbre halasztották debütáló albumának folytatandó értékesítése végett, ami megközelítette a kétmillió eladott példányszámot az Egyesült Államokban. A "Like a Virgin" a 70. helyen debütált 1984. december 1-én a Billboard 200-as albumlistán. Az album december 8-már Top 10-es helyezés volt. Egy hónap elteltével az album csúcsot döntött 1985. február 9-én, ahol három hétig volt helyezett. Az album a Top R&B / Hip Hop albumlistán is az első helyezett volt. 1985 júliusáig a "Like a Virgin" album lett az első női album, melyből 5.000.000 eladott példányt értékesítettek az Egyesült Államokban. Az album tízszeres platina helyezést, és gyémánt helyezést ért el a tízmillió eladott példányszám végett. Az 1985-ös összesített listán az album a 3. helyen végzett, és Madonna lett az év pop művésze. A Nielsen SoundScan 1991-es megjelenése után az albumból további 574.000 példányt értékesítettek, valamint további 882.000 darabot adtak el a BMG Music Clubban, melyet a Nielsen SoudScan nem számol. Kanadában az album az RPM albumlistán a 70. helyen debütált 1984. november 10-én. A 3. helyezést 1985. február 16-án érte el. Az album összesen 74. hétig volt a listán, és a kanadai Hanglemezgyártók Szövetsége (CRIA) gyémánttal jutalmazta az album 1.000.000 eladott példányszámot. A "Like a Virgin" az RPM lista 100 legjobb albumának listáján a 6. helyezett volt az 1985-ös évben. 1986 júniusától az albumból több mint 750.000 példányt értékesítettek Latin-Amerikában.
Az Egyesült Királyságban a "Like a Virgin" a 74. helyen debütált az albumlistán 1985. január 12-én.  Az album azonban a következő nyolc hónapban ingadozott a listán, és csak szeptemberben érte el a slágerlista csúcsát.  A slágerlista élén összesen 152 hétig maradt helyezés. Az album a brit Hanglemezgyártók Szövetsége által platina helyezést ért el, a több mint 1.000.000 eladott példányszám alapján. Franciaországban az album az 5. helyen debütált a francia albumlistán 1985. október 6-án és 8 héti volt helyezett. A Syndicat National de l'Éditin Phonographique (SNEP) kétszeres platinával díjazta az eladott 600.000 példányszámot. Ausztráliában a Kent Music Report albumlistán a 2. helyet érte el az album, és kétszeres platina minősítést kapott a 490.000 eladott példányszám alapján. Új-Zélandon slágerlistás első helyezett lett, és ötszörös platinát kapott a RIANZ által, a 75.000 eladott példányszám alapján. Az album Németországban, Hollandiában, és Spanyolországban is első helyezett lett, miközben Ausztriában, Japánban, Svédországban, és Svájcban Top 5-ös lett. Az album Európa legjobb 100 albuma között az első volt két hét az 1985. november 23-i héten. Az albumból világszerte több mint 21.000.000 példányt dtak el, így minden idők egyik legkelendőbb albumává vált.

## Hatása
A "Like a Virgin" album megjelenését Stephen Holden a The New York Times-től így kommentálta: "Nincs olyan jelenség, mely jobban szemlélteti a Madonna néven ismert 24 éves pop szirén sikerét, amit egyik napról a másik napra ért el." Az egy hónappal karácsony előtt megjelent albumból több mint kétmillió példányt adtak el. In 2016, Billboard ranked at number nine in the list of Certified Diamond Albums From Worst to Best. A tizenévesek a szüleikkel sorakoztak az üzletekben, hogy megvásárolják a lemezt. Ez olyan volt, mint a 60-as években, mikor a The Beatles lemezekkel történt ugyanez. Madonna bebizonyította, hogy ő nem egy egyslágeres csoda az első album kiadásával, melyből világszerte 12 millió fogyott. 2016-ban a Billboard a legrosszabb és legjobb albumok listáján a 9. helyre sorolta az albumot. Az évtized albumlistáján a Billboard által pedig az 5. helyre került, mint női előadóművész által elért legmagasabb csúcs.
Taraborrelli úgy érezte, hogy a "Like a Virgin" Madonna szokatlan pop-ösztöneinek portréja, melyet türelmetlen, de lelkes lendület vesz körül, a kreatív növekedés iránt, hogy jó lemezt készítsen. Az album sikere világossá tette, hogy mi volt Madonna igazi személyisége, mint utcai "tánckirálynő" vagy Marilyn Monroe, vagy inkább Marlene Dietrich. Noha az album vegyes értékelést kapott, Taraborelli szerint az tény, hogy a megjelenés idejében sok ember nem tudott ellenállni a lemez kritizálásának, a Madonna iránti folyamatos és egyre lenyűgöző bizonyság érdekében. Madonna számára a "Like a Virgin" csak egy meghatározó pillanat volt.
Chris Smith a 101 Albums That Changed Popular Music című könyv szerzője úgy gondolta, hogy Madonna az album születésével képes maga elé állítani a reflektorfényt. Azt gondolta, hogy amit korábban a rocksztárok megtettek szexuálisan , Madonna jóval túllépett rajta, és hatalmi viszonyok országos fókuszává vált a szex, faj, nemi hovatartozás, és vallás, valamint számos társadalmi témák. Az album a The 10 Greatest Sophomore Albums of All Time listán 2. helyezett lett, és ezzel úgy gondolták, hogy Madonna örökre popkirálynő marad.

## Számlista
| 1. | Material Girl                | Peter Brown Robert Rans        | Nile Rodgers | 4:01 |
| 2. | Angel                        | Madonna Stephen Bray           | Rodgers      | 3:56 |
| 3. | Like a Virgin                | Thomas Kelly William Steinberg | Rodgers      | 3:38 |
| 4. | Over and Over                | Madonna Bray                   | Rodgers      | 4:12 |
| 5. | Love Don’t Live Here Anymore | Miles Gregory                  | Rodgers      | 4:47 |
| 6. | Dress You Up                 | Andrea LaRusso Peggy Stanziale | Rodgers      | 4:01 |
| 7. | Shoo-Bee-Doo                 | Madonna                        | Rodgers      | 5:16 |
| 8. | Pretender                    | Madonna Bray                   | Rodgers      | 4:30 |
| 9. | Stay                         | Madonna Bray                   | Rodgers      | 4:07 |

| 6.  | Into the Groove | Madonna Bray      | Madonna Bray | 4:44 |
| 7.  | Dress You Up    | LaRusso Stanziale | Rodgers      | 4:01 |
| 8.  | Shoo-Bee-Doo    | Madonna           | Rodgers      | 5:16 |
| 9.  | Pretender       | Madonna Bray      | Rodgers      | 4:30 |
| 10. | Stay            | Madonna Bray      | Rodgers      | 4:07 |

| 10. | Like a Virgin (Extended Dance Remix) | Kelly Steinberg | Rodgers | 6:08 |
| 11. | Material Girl (Extended Dance Remix) | Brown Rans      | Rodgers | 6:07 |

Megjegyzés
- Az "Into the Groove" csak az 1985-ös újrakiadáson szerepel, az Észak-Amerikai kiadáson kívül. A 2001-es remaszterelt változat nem tartalmazza.

## Közreműködő személyzet
| - Madonna - vezető ének (minden dal) , háttér vokál (1., 2. és 7. dalok) - Bernard Edwards - basszusgitár (1., 3., 5. és 7. dalok) - Brenda King - háttér vokál (7. dal) - Curtis King - háttér vokál (1., 2. és 4–9. dalok) - Lenny Pickett - szaxofon szóló (7. dal) - Nile Rodgers - Minden gitár (1–4 és 6–9 dalok) , Synclavier (1 és 9 dalok) , Roland Juno 60 synth (1) , akusztikus gitár (5) , húros hangszerek (5) , húros karmester (5) - Robert Sabino - szintetizátor (2–9 szám) , basszus szintetizátor (2–6, 8 és 9) , akusztikus zongora (7) - Nathaniel S. Hardy Jr. - szintetizátor - Frank Simms - háttér vokál (1., 2. és 4–9. dalok) - George Simms - háttér vokál (1., 2. és 4–9. dalok) - Dave Weckl - dobok - Tony Thompson - dobok (1., 3., 5. és 7. dalok) - Jeri McManus - művészeti irány, tervezés - Jeffrey Kent Ayer - művészeti irány, tervezés - Steven Meisel - fotó - Maripol - stylist | - Madonna - producer ("Into the Groove") - Stephen Bray - producer ("Into the Groove") - Nile Rodgers - producer (minden dal kivéve "Into the Groove") - Jason Corsaro - hangmérnök (minden dal , audio keverés (minden dal) - Budd Tunick - termelési igazgató - Bob Ludwig - hangmérnök - Jimmy Bralower - dobgép programozása (2., 4., 6., 8. és 9. dalok) - Sire Records - lemezkiadó, amerikai szerzői jog tulajdonos (1984, 1985) - Warner Bros. Records - amerikai marketing és forgalmazó (minden kiadás), lemezkiadó, szerzői jogok tulajdonosa (2001) - WEA International - nemzetközi forgalmazó, nemzetközi szerzői jogok tulajdonosa (minden kiadás) |

## Slágerlista
| Slágerlista (1984–86)                        | Legjobb helyezések |
| -------------------------------------------- | ------------------ |
| Ausztrália (ARIA)                            | 2                  |
| Ausztria (Ö3 Austria Top 40)                 | 3                  |
| Kanada Top Albums/CDs (RPM)                  | 3                  |
| Hollandia (Dutch Charts Album Top 100)       | 1                  |
| Dánia (Hitlisten Album Top 40)               | 22                 |
| Európa European Albums (IFPI)                | 1                  |
| Finnország (Suomen virallinen lista)         | 8                  |
| Franciaország (SNEP)                         | 5                  |
| Németország (Offizielle Top 100)             | 1                  |
| Japán (Oricon)                               | 2                  |
| Új-Zéland (Recorded Music NZ Top 40 Albums)  | 1                  |
| Norvégia (VG-lista Album Top 40)             | 6                  |
| Spanyolország (Promusicae)                   | 1                  |
| Svédország (Sverigetopplistan Top 60 Albums) | 3                  |
| Svájc (Schweizer Hitparade Top 100 Albums)   | 3                  |
| Egyesült Királyság (UK Albums Chart)         | 1                  |
| USA Billboard 200                            | 1                  |
| Egyesült Államok Top R&B/Hip-Hop Albums      | 10                 |

| Slágerlista (1985)                 | Helyezések |
| ---------------------------------- | ---------- |
| Ausztrália (Kent Music Report)     | 3          |
| Ausztria Austrian Albums Chart     | 9          |
| Kanada Canadian Albums Chart       | 6          |
| Hollandia Dutch Albums Chart       | 2          |
| Franciaország French Albums Chart  | 8          |
| Németország German Albums Chart    | 4          |
| Japán Japanese Albums Chart        | 8          |
| Új-Zéland New Zealand Albums       | 2          |
| Svájc Swiss Albums Chart           | 8          |
| Egyesült Királyság UK Albums Chart | 3          |
| Egyesült Államok Billboard 200     | 3          |

| Slágerlista (1986)             | Helyezések |
| ------------------------------ | ---------- |
| Hollandia Dutch Albums Chart   | 11         |
| Egyesült Államok Billboard 200 | 52         |

| Slágerlista                            | Helyezés |
| -------------------------------------- | -------- |
| Egyesült Államok Billboard 200 (Women) | 65       |

## Minősítések
| Ország                                                        | Minősítés  | Eladás     |
| ------------------------------------------------------------- | ---------- | ---------- |
| Ausztrália (ARIA)                                             | 7x platina | 490.000    |
| Belgium (BEA)                                                 | platina    | 75.000     |
| Brazília                                                      |            | 700.000    |
| Kanada (Music Canada)                                         | gyémánt    | 1.000.000  |
| Finnország (Musiikkituottajat)                                | arany      | 35.398     |
| Franciaország (Syndicat National de l’Édition Phonographique) | 2x platina | 634.500    |
| Németország (BVMI)                                            | 3x arany   | 750.000    |
| Hongkong (IFPI Hongkong)                                      | platina    | 20.000     |
| Olaszország (FIMI)                                            | 2x platina | 400.000    |
| Japán (ORICON Charts)                                         |            | 935.430    |
| Új-Zéland (RMNZ)                                              | 5x platina | 75.000     |
| Spanyolország (PROMUSICAE)                                    | platina    | 100.000    |
| Svájc (IFPI Switzerland)                                      | 2x platina | 100.000    |
| Egyesült Királyság (BPI)                                      | 3x platina | 1.000.000  |
| Egyesült Államok (RIAA)                                       | gyémánt    | 10.000.000 |
| Világszerte                                                   |            | 21.000.000 |